# Естас Тонне
Естас Тонне (справжнє ім'я: Станіслав Тонне; англ. Estas Tonne; * 24 квітня 1975, Запоріжжя, Українська РСР) — американський гітарист українського походження, один з найвідоміших сучасних вуличних музикантів світу. Грає у власному стилі, похідному від фламенко і циганської музики.

## Біографія
Народився Станіслав Тонне у 1975 році у м. Запоріжжя. Вивчав музику з восьми років і тоді ж став грати на гітарі. Вчитель гітари сформував любов до музики світу. У 1990-ті роки Станіслав разом з родиною переїхав до Ізраїлю, де прожив близько десяти років, не займаючись музикою. В якийсь момент, за його словами, — музика повернулася в його життя в новій якості, ставши дверима в пошуку сенсу і цілей життя. Багато років їздив по різних країнах, а у вересні 2002 року в Нью-Йорку Станіславу подарували гітару, яка згодом змінила його життя.
Попри українське походження не ідентифікує себе як частину якоїсь нації, а говорить, що є "громадянином цілого світу".
Називає себе сучасним трубадуром. Почав виступати в Нью-Йорку. З 2002 року подорожує з концертами по всьому світу, виступав у США, Мексиці, Ізраїлі, Індії та багатьох країнах Європи, даючи вуличні концерти.
Учасник міжнародних фестивалів, таких як «Buskers Festival Stadtspektakel» (Ландсгут, Німеччина), Aufgetischt Festival! (Санкт-Галлен, Швейцарія), No Mind Festival 2013 (Швеція), 5th International Summer Music Festival 2013, Venue for Revival, Culture and Personal Development (Піргос, Греція), International Summer Concerts 2013 (Греція), Gara Vasara Festival 2013 (Рига, Латвія) та багатьох інших.

## Альбоми
Автор ряду альбомів:
- 2002: Black and White World;
- 2004: Dragon of Delight;
- 2008: 13 Songs of Truth;
- 2009: Bohemian Skies;
- 2011: Place of the Gods;
- 2012: Live in Odeon (2011);
- 2012: The Inside Movie;
- 2013: Internal Flight (Guitar Version);
- 2013: Internal Flight (Live at Gara Vasara).
- 2016: Mother of Souls
- 2016: Rebirth of a Thought: Between Fire & Water (single)
- 2016: Cosmic Fairytale: Dimensions (single)
- 2016: Elemental (Who Am I?!) (Estas Tonne, La Familia Cosmic) (single)
- 2016: Cuban Rhapsody (Estas Tonne, Dimitri Artemenko) (single)
- 2016: Divine Smile (Estas Tonne, Dimitri Artemenko) (single)
- 2016: When Words are Wind (Estas Tonne, Joseph Pepe Danza, Netanel Goldberg, Mitsch Kohn) (single)
- 2016: Mother of Souls (Estas Tonne & One Heart Family) (108 min)